# 斛三
武仙座47，又名BD+07 3256，HD 151956、SAO 121895、HR 6250，是武仙座的一颗恒星，视星等为5.49，位于銀經25.23，銀緯30.18，其B1900.0坐标为赤經16h 45m 28s，赤緯+7° 30.18′ 13″。